# Athanase III d'Alexandrie (Copte)
Pour les articles homonymes, voir Athanase.
Athanase III d'Alexandrie (Copte) est un  patriarche copte d'Alexandrie de 1250 à 1261.

## Contexte
Après une vacance du patriarcat de 7 ans et 7 mois, Athanase III est élu en 1250 le 12 octobre 1250 selon Venance Grumel. Il aurait,  selon L'Art de vérifier les dates, occupé le siège d'Alexandrie pendant 11 années un mois et 26 jours avant de mourir le 7 novembre 1261 ou le 27 novembre de la même année selon Venance Grumel.